# IPAD
iPAD（アイパッド）は富士通アメリカ法人が開発・販売していた業務用携帯情報端末。後に、商標はアップルへ有償譲渡される。

## 概要
スキャナー、カードリーダー、キーボードや電話機能も備えたオールインワンシステムを採用。小売業者向けの帳簿記入、在庫管理、精算などあらゆる業務を一つの端末で操作できるよう機能を充実させた。また、OSは業務用機器分野に強いMicrosoft Windows CEを採用し操作性も考慮されている。
2010年1月にアップルがiPadを発表。富士通のiPADは7年前の2003年3月に商標の出願を行ったが、登録されていなかったことがわかった。その後、アップルに譲渡することで合意したと報道され、富士通も報道内容を認める。譲渡金額等の譲渡条件については明かされなかった。

### 商標に関する沿革
商標についての流れは以下の通りである。
- 2003年3月7日 - 富士通が「iPAD」の商標出願を行う[6]。
- 2008年9月 - 米国特許商標庁が既存の商標との差異を明らかにする追加情報を6ヶ月以内に提出するよう富士通に求める。
- 2009年4月 - 提出期限である6ヶ月が経過するが、富士通が追加情報の提出を行わなかったため、特許商標庁は出願放棄とみなす。
- 2009年6月 - 富士通が出願放棄でないことを訴える訴えを提出し、特許商標庁はこれを受理する。
- 2009年9月 - 30日以内の異議申し立てがなければ、富士通の商標登録が認められることとなったが、月末にアップルが異議申し立て期間の延長を申請する。
- 20xx年x月 - 更に2回、60日分の延長を申請し受理され、異議申し立て期間は2010年2月末までとなる。
- 2010年3月17日 - アップルに商標が譲渡される[6]。

### 仕様
- OS：Microsoft Windows CE.NET 5.0
- CPU：Intel XScale 520 MHz
- RAM：128MB（SDRAM）
- ROM：64MB
- 電源：リチウムイオンバッテリー
- 重量：340g
- サイズ：W18.7cm、H2.3cm